# Clive Dunn
Clive Robert Benjamin Dunn (9. januar 1920 - 6. november 2012) var en engelsk skuespiller og forfatter.